# Euperilampus iodes
Euperilampus iodes är en stekelart som beskrevs av Darling 1983. Euperilampus iodes ingår i släktet Euperilampus och familjen gropglanssteklar. Inga underarter finns listade i Catalogue of Life.